# Епархия Кальяо
Епархия Кальяо (лат. Dioecesis Callaënsis) — епархия Римско-Католической церкви с центром в городе Кальяо, Перу. Епархия Кальяо входит в митрополию Лимы. Кафедральным собором епархии Кальяо является Собор Кальяо.

## История
29 апреля 1967 года Римский папа Павел VI выпустил буллу «Aptiorem Ecclesiarum», которой учредил епархию Кальяо, выделив её из  архиепархии Лимы.

## Ординарии епархии
- епископ Eduardo Picher Peña (3.08.1967 — 31.05.1971) — назначен архиепископом Уанкайо;
- епископ Luis Vallejos Santoni (20.09.1971 — 14.01.1975) — назначен архиепископом Куско;
- епископ Ricardo Durand Flórez (14.01.1975 — 17.08.1995);
- епископ Miguel Irizar Campos (17.08.1995 — 12.12.2011);
- епископ José Luis Del Palacio y Pérez-Medel (12.12.2011 — 15.04.2020, в отставке);
- епископ Luis Alberto Barrera Pacheco, M.C.C.I. (17.04.2021 — по настоящее время).

## Источник
- Annuario Pontificio, Ватикан, 2007